# Sexualidade transgênero
A sexualidade em indivíduos transgênero abrange todas as questões da diversidade sexual de outros grupos, incluindo o estabelecimento de uma identidade sexual, aprender a lidar com as próprias necessidades sexuais e encontrar um parceiro, mas pode ser complicada por questões de disforia de gênero, efeitos colaterais de cirurgia, problemas fisiológicos e efeitos emocionais da terapia de reposição hormonal, aspectos psicológicos da expressão da sexualidade após a transição médica ou aspectos sociais da expressão de gênero.

## Orientação sexual
Historicamente, os médicos rotularam as pessoas trans como heterossexuais ou homossexuais em relação ao sexo atribuído no nascimento. Dentro da comunidade transgênero, os termos de orientação sexual baseados na identidade de gênero são os mais comuns e esses termos incluem lésbica, gay, bissexual, assexual, queer, pansexual e outros.

## Estatuto cultural
Para além das culturas ocidentais, o comportamento sexual e os papéis de género variam, o que afeta o lugar das pessoas com inconformistas de género nessa cultura. Os nadleehe, dos navajos norte-americanos, ocupam uma posição cerimonial respeitada, enquanto os kathoey da Tailândia sofrem comparativamente mais estigma.
No Irão, embora a mudança de sexo seja de certa forma aceite, a sociedade é heteronormativa. Como a homossexualidade é punível com a morte, é mais comum ver um homem trans se relacionando com uma mulher e uma mulher trans se relacionando com um homem.

## Efeitos da transição
Para mulheres trans e travestis, tomar estrogênio estimula o desenvolvimento do tecido mamário, fazendo com que aumentem tanto em tamanho quanto em sensibilidade. Este aumento da sensibilidade pode ser prazeroso, doloroso ou ambos, dependendo da pessoa e do tipo de estimulação. Além disso, para aqueles que tomam estrogênio e que têm genitália masculina, o estrogênio pode (e muitas vezes faz) encolher a genitália externa e diminuir a produção de sêmen (às vezes trazendo a contagem de espermatozoides a zero), e pode diminuir a capacidade da genitália masculina para ficar ereta. Além dessas mudanças, algumas transexuais que passam por terapia hormonal (TH) podem vivenciar mudanças na sensação de orgasmo. Por exemplo, algumas pessoas relatam a capacidade de experimentar orgasmos múltiplos.
A TH pode causar diminuição do desejo sexual ou uma mudança na forma como a excitação é vivenciada pelas mulheres trans. Um estudo publicado em 2014 descobriu que 62,4% das mulheres trans pesquisadas relataram uma diminuição no desejo sexual após terapia hormonal e/ou vaginoplastia. Um estudo de 2008 relatou síndrome do desejo sexual hipoativo em até uma em cada três mulheres trans pós-TH, enquanto cerca de um quarto das mulheres cisgênero controles foram consideradas como tendo o transtorno. Não houve diferença entre o desejo sexual relatado pelos dois grupos.
Algumas mulheres trans e profissionais de saúde relatam anedoticamente o uso de progestágenos que aumentam a libido.
Um estudo piloto de 2009 testou a eficácia de dois tratamentos para HSDD em mulheres trans: testosterona transdérmica e didrogesterona oral (uma progestina). Após seis semanas de tratamento, o grupo tratado com testosterona relatou melhora no desejo sexual, enquanto o grupo tratado com progestina não relatou nenhuma mudança.
Para os homens trans, uma das mudanças físicas mais notáveis que muitos que tomam testosterona experimentam, em termos de sexualidade e do corpo sexual, é a estimulação do tecido clitoriano e o aumento do clitóris. Esse aumento no tamanho pode variar de apenas um ligeiro aumento até quadruplicar o tamanho. Outros efeitos podem incluir atrofia vaginal, onde os tecidos da vagina ficam mais finos e podem produzir menos lubrificação. Isso pode tornar o sexo com a genitália feminina mais doloroso e, às vezes, resultar em sangramento. Homens trans que tomam testosterona têm maior probabilidade de desenvolver infecções do trato urinário, especialmente se tiverem relações sexuais vaginais receptivas.
Outros efeitos que a testosterona pode ter em homens trans podem incluir um aumento no desejo sexual/libido. Às vezes, esse aumento pode ser muito repentino e dramático. Tal como as mulheres transgénero, alguns homens transgénero também experimentam mudanças na forma como experienciam a excitação.
Mulheres trans que se submeteram à vaginoplastia devem dilatar para modelar e formar adequadamente a neovagina. Após vários meses, a relação sexual pode substituir a dilatação, mas se não for sexualmente ativa, a dilatação é necessária novamente, pelo resto da vida da paciente.

### Orientação sexual e transição
Algumas pessoas trans mantêm uma orientação consistente ao longo da vida, em alguns casos permanecendo com o mesmo parceiro durante a transição.
Entretanto, pessoas trans são mais propensas a vivenciar fluidez sexual, especialmente indivíduos transmasculinos, como relatam alguns estudos sobre mudanças na atração sexual.
Para as pessoas trans que fizeram a transição social (cerca de metade da amostra total), 64,4 por cento experimentaram mudanças de atração após a transição, sendo as pessoas trans femininas mais propensas a experimentar fluidez sexual. Um estudo de 2014 com 70 mulheres trans e 45 homens trans teve resultados semelhantes, sendo as mulheres trans mais propensas a experimentar uma mudança na orientação sexual (32,9 por cento experimentaram mudanças versus 22,2 por cento dos homens trans). Em ambos os grupos do estudo de 2014, as pessoas trans inicialmente mais atraídas pelo sexo oposto ao que lhes foi atribuído à nascença eram significativamente mais propensas a experimentar mudanças de orientação sexual (ou seja, homens trans inicialmente atraídos por homens e mulheres trans inicialmente atraídas por mulheres mudando a sua orientação sexual). orientações). Estas mudanças de orientação sexual podem ocorrer em qualquer momento do processo de transição.
Algumas ginéfilas trans relatam que, após a transição, tornaram-se sexualmente orientadas para os homens e explicam isso como parte de sua identidade feminina emergente. Kurt Freund levantou a hipótese de que tais relatos poderiam refletir o desejo de algumas mulheres trans de se retratarem como "tipicamente femininas" ou, alternativamente, poderiam refletir o seu interesse erótico na validação fornecida por parceiros masculinos, em vez de representar uma mudança genuína de preferência. Um estudo de 2005 que se baseou em fotopletismografias vaginais para medir o fluxo sanguíneo na genitália de mulheres trans no pós-operatório descobriu que elas tinham padrões de excitação que eram específicos da categoria (ou seja, mulheres trans androfílicas eram excitadas por homens, mulheres trans ginefílicas eram excitadas por mulheres) de forma semelhante para homens cis, e argumentam que as fotopletismografias vaginais são uma tecnologia útil para medir a validade de tais relatórios. A única mulher trans no estudo que relatou uma mudança na orientação sexual teve respostas de excitação consistentes com a sua orientação sexual pré-reatribuição.
Durante a terapia hormonal, alguns homens trans relatam sentir maior atração sexual por homens cisgênero. Esta mudança pode ser confusa para aqueles que a vivenciam porque muitas vezes não é uma mudança que eles esperam que aconteça.
No entanto, a transição de género nem sempre significa que ocorrerão mudanças na orientação sexual. Um estudo de 2021 com 469 mulheres trans e 433 homens trans descobriu que a orientação sexual não mudou ao longo do tempo ou com a transição hormonal.

## Trabalho sexual
Em muitas culturas, as pessoas trans (especialmente mulheres trans) estão frequentemente envolvidas em trabalho sexual, como a pornografia transgénero e a prostituição. Isto está correlacionado com a discriminação no emprego. Na Pesquisa Nacional sobre Discriminação Trans, 11% dos entrevistados relataram ter feito trabalho sexual para obter renda, em comparação com 1% das mulheres cisgênero nos EUA. De acordo com a mesma pesquisa, 13% dos transexuais americanos estão desempregados, quase o dobro da média nacional. 26% perderam o emprego devido à sua identidade/expressão de género. Profissionais do sexo transexuais têm altas taxas de HIV. Numa revisão de estudos sobre a prevalência do HIV em mulheres trans que trabalham na indústria do sexo, mais de 27% eram soropositivas. No entanto, a revisão concluiu que as mulheres trans envolvidas no trabalho sexual não tinham maior probabilidade de serem seropositivas do que as mulheres trans não envolvidas no trabalho sexual. Estudos descobriram que nos Estados Unidos o HIV é especialmente prevalente entre profissionais do sexo transexuais de cor, particularmente mulheres trans negras, um problema que foi identificado por académicos e membros da comunidade transgénero.

## História
Historicamente, as pessoas trans não conseguiam ter acesso a cuidados de afirmação de género, a menos que fossem consideradas heterossexuais após a cirurgia. Durante grande parte do início dos anos 1900, as pessoas transgênero foram confundidas com invertidos ou homossexuais; como tal, os dados sobre orientação sexual não heterossexual para pessoas trans são limitados. Na década de 1980, Lou Sullivan foi fundamental para permitir que pessoas trans não heterossexuais tivessem acesso a cuidados cirúrgicos e hormônios.
O sexólogo Magnus Hirschfeld sugeriu pela primeira vez uma distinção baseada na orientação sexual em 1923. Uma série de taxonomias de dois tipos baseadas na sexualidade foram posteriormente propostas por médicos, embora alguns médicos acreditem que outros fatores são categorias mais úteis clinicamente ou que dois tipos são insuficientes. Alguns pesquisadores distinguiram homens trans atraídos por mulheres e homens trans atraídos por homens.
A Escala de Benjamin proposta pelo endocrinologista Harry Benjamin em 1966 utilizou a orientação sexual como um dos vários fatores para distinguir entre "travestis", transexuais "não cirúrgicos" e "transexuais verdadeiros".
No DSM-II, lançado em 1968, o “transexualismo” estava dentro da categoria “parafilias”, e nenhuma outra informação foi fornecida.
No DSM-III-R, lançado em 1987, foi criada a categoria de “transtorno de identidade de gênero”, e o “transexualismo” foi dividido em subtipos “assexual”, “homossexual”, “heterossexual” e “não especificado”.
No DSM-IV-TR, lançado em 2000, o “transexualismo” foi renomeado como “transtorno de identidade de gênero”. As especificações de atração eram para homem, mulher, ambos ou nenhum, com variações específicas dependentes do sexo de nascimento.
No DSM-V, lançado em 2013, "transtorno de identidade de gênero" é "disforia de gênero", e as especificações de atração são ginefílicas ou androfílicas.